# Corallistes tubulatus
Corallistes tubulatus är en svampdjursart som beskrevs av van Soest och Stentoft 1988. Corallistes tubulatus ingår i släktet Corallistes och familjen Corallistidae.
Artens utbredningsområde är havet kring Barbados. Inga underarter finns listade i Catalogue of Life.